# Тест Ассингера
Тест Ассингера — опросник, нацеленный на оценку агрессивности человека в отношениях. Чаще всего применяется в организациях при оценке конфликтности сотрудников.

## Тест А. Ассингера (оценка агрессивности в отношениях)
Согласно опросникам, было выявлено, что при общении с окружающими, человек не редко завышает свое самовосприятие. Он может считать, что своим отношением никого не унижает и не задевает ничьих чувств. Однако не всегда самовосприятие бывает верным, чаще всего оно противоречиво.
Тест, разработанный А. Ассингером, позволяет определить, достаточно ли человек корректен в отношениях со своими коллегами, легко ли ему дается общение с ними. Так же благодаря данному тесту удается выяснить уровень агрессии в общении человека. Эти данные уже помогают понять на сколько человек предрасположен к конфликтам.
Конфликты как способны оказывать негативное влияние на работу организации и снижать работоспособность как всего коллектива так и отдельных его членов. Это влечет снижение производительности организации, что сказывается на репутации и востребованности компании. Снижение количества внутренних конфликтов позволит избежать вышеперечисленных проблем.
Для большей объективности ответов в данном тесте можно провести взаимооценку. Для этого коллеги могут обменяться вопросами и отвечать друг за друга. Таким образом можно будет понять насколько верна их самооценка.

## Структура теста
Тест состоит из двадцати вопросов, каждый из которых включает в себя три варианта ответа. Человеку предлагается выбрать один ответ из трех. Ответы следуют в определённом порядке.
После этого подсчитываются баллы. У каждого ответа свой «вес». Таким образом первый ответ равен одному баллу, второй — двум, а третий равен трем. В зависимости от количества набранных баллов, может быть получен один из трех портретов личности.
Полученные результаты позволяют понять предрасположенность индивида к конфликтам и спрогнозировать его поведение в возможных ситуациях.